# Amorphoscelis asymmetrica
Amorphoscelis asymmetrica är en bönsyrseart som beskrevs av Sigfrid Ingrisch 1999. Amorphoscelis asymmetrica ingår i släktet Amorphoscelis och familjen Amorphoscelidae. Inga underarter finns listade i Catalogue of Life.